# 鄭罕池
鄭罕池（1929年9月22日—2018年6月1日），臺灣臺南市玉井區果農，率先在家鄉大幅種植愛文芒果，帶動當地經濟，被譽為「台灣愛文芒果之父」。

## 生平
鄭罕池世居玉井斗六仔部落，十八歲和同村同齡的楊玉桃結婚，原先作蔗農。三十歲那年，鄭罕池擔任玉井鄉農會班長，又選上農事小組長，妻子擔任家政班長，女兒則是四健會指導員，一家子負責農村推廣教育工程。
1954年，農復會派引種考察團在從美國佛羅里達州引進愛文、海頓、吉祿、肯特、凱特五個芒果品種。由農復會植物生產組長陸之琳經過七年研究馴化，1962年正式推廣，在臺灣選定十一處推廣，其中台南縣有三處，分別在關廟鄉、仁德鄉及玉井鄉。早年的玉井鄉公所農事員李欉，回憶嘉義農試所在各地試種後，玉井鄉分配到一百株，但因果農需先提供一甲土地和一筆經費，對民風保守而收入本就不豐的農家來說，風險太大，當地沒人願意嘗試栽種，直到李的小學同學鄭罕池表示願冒一次險。楊玉桃後來回想當時斗六仔庄外橫跨曾文溪的橋還是吊橋，他們夫婦倆從橋那端搖搖晃晃地將一株株愛文苗木搬回庄內時，村人就開始嘲笑了。當初鄉民對於鄭罕池的舉動認為不可思議，有人形容他「神經病」，放著當時可以賺錢的甘蔗不種，居異想天開地在芒果上費工夫。
1962年5月，愛文種芒果樹首次在玉井鄉的土地上生長。但因水土不服，加上1963年1月下旬霜害，僅有四棵存活。這時，陸之琳來到鄭罕池的果園，以不流利的臺灣閩南語，對損失慘重、政府沒任何金錢補助的鄭罕池言語鼓勵，表示愛文芒果對臺灣農業會很有幫助。栽種三年後，這四株母樹總算結實纍纍，無奈當時玉井人都認為改良種芒果味道怪怪的，好看不好吃，鄭罕池只得想辦法外銷。過去食用芒果會造成皮膚過敏，臺灣民間曾流傳芒果樹是有毒樹木，和破布子兩者相生相剋，甚至有日本鼓勵臺灣人吃芒果是想害臺灣人的陰謀論。為了促銷這批改良芒果，鄭罕池與村民鄭金川兩人各乘騎機車載芒果，一起到台南市各大飯店兜售，但屢遭閉門羹，後來總算有一名鄭姓水果商，基於同姓之誼勉強同意寄售，沒想到出人意料地，銷售成績出奇的好，於是玉井農民跟著搶種。1967年報導，採訪了嘉義縣大林鎮過溪里試種愛文芒果的果農王金平，當時愛文芒果躉售每公斤新台幣廿元，市價每公斤可達卅元。
鄭罕池以農會推廣農業教育小組長的身分，傳授技術給其他想種植愛文芒果的農民。這類芒果的缺點之一是會被東方果實蠅嗜食，幼果在染上炭疽病時初為紅色小斑點，後擴大為黑色，若較熟果被感染則潛伏到果實成熟才出現黑色凹陷病斑。為克服此問題，鄭罕池請妻子拆下家裡蚊帳，用縫紉機製成一個個小袋子以套於芒果，後因成本太高，慢慢發展用透光紙套袋防蟲害。1969年，玉井鄉果農因採用耐水紙套袋方法，防範果熟期間遭果蠅侵害，使得愛文芒果品質與產量大為提高，是年6月首度進軍台北中央市場，受到消費者熱愛，銷售成績一枝獨秀。
斗六仔曾是玉井鄉最赤貧的村落，玉井有「臭腳黃酸面，茄荎油管撐，斗六仔人有記認」此諺語，形容當地人的標誌就是窮、腳臭、臉蠟黃。村民因愛文芒果富裕，蓋起棟棟戲稱為「愛文別墅」的房子。1973年，政府選定玉井鄉斗六部落的中正村，作全台灣第一個芒果專業區，栽培品種更從愛文種芒果擴大，正式由農會以密集、專業化的投資，來協助農友推廣。斗六部落原先對外通道的老式吊橋，成為芒果專業區後，改建為鋼筋水泥橋，果農就稱此橋為「芒果橋」。之後，玉井鄉公所還將從新化鎮往玉井鄉鬧區的玉新公路上，建了一個特大芒果模型作地標。
1977年8月22日，國際同濟會中華民國總會宣布，第一屆十大傑出農家名單，其中之一就為近五旬的鄭罕池。次月2日，由行政院副院長徐慶鐘頒獎。對外界稱之「台灣愛文芒果之父」，鄭罕池表示這份榮譽應與默默付出的妻子分享。
後來，玉井鄉果農惡性搶植以催收劑刺激芒果提早成熟圖利，造成1981年芒果盛產過量，不得已以倒進溪底收場。當地農會人員江樹人發揮經濟學理論專長，除一般果菜市場行銷外，接洽食品工廠，收購芒果做果片、蜜餞、果汁，並動員縣內與縣外農會動員促銷，解決芒果可能的滯銷危機。玉井果農經此次經驗後，之後一切遵照農會指導，改以產季上市，由土芒果最先，然後是愛文、最後是凱特及海頓。
鄭罕池七旬時，已把芒果園交給兒子媳婦管理。2000年代初，妻子過世後，鄭罕池將其葬於自家果園，常坐在墓前唱日文情歌。
2007年5月22日，鄭罕池與闊別三十年的陸之琳再度相見。
2009年7月12日，縣長蘇煥智至玉井鄉中正村斗六仔代天府前，為鄭罕池當初最早種植的愛文芒果樹立紀念碑。長子鄭彥輝表示，當年父親將首批樹苗種在果園內，後來失敗鏟除，只有一棵因乘涼而種在庭院，反而受到保護，成為台南芒果產業發展的活證物。
玉井國小教師林雨萱將鄭罕池種植愛文芒果的故事改編成繪本《夏季的紅寶石》，在地畫家王丁乙負責插畫設計，2011年9月26日由市長賴清德贈書給鄭罕池。

2018年6月1日，八十九歲的鄭罕池在家中睡眠中辭世。8月19日，農委會副主委李退之代表總統府與行政院至鄭罕池住家頒發褒揚令，除讚揚鄭罕池當初不氣餒克服栽培技術問題外，還提及鄭罕池自行研發白紙套袋防範蟲害，減少了農藥使用，引領風潮。褒揚令全文為：

資深農技專家鄭罕池，端謹謙沖，醇樸誠愷。少歲卒業臺南縣立玉井初級農業學校，黽勉淬鍊，持恆不遷。畢生自勵多能，投身田穡耕稼，率先試種愛文芒果，響應農村經濟振興；研發白紙套袋良法，提升收成產量品質，新硎初試，秉力宣智。復潛心種苗培育事宜，推廣作物栽植技術；加強經驗傳承交流，豐厚農民外銷收益，操持勤奮，績效迭彰。嗣配合政府成立產銷班，始創集貨包裝場，精進優質經營策略，形塑地方特色產業，宵旰憂勞，措置攸宜；樹藝冠冕，沛然有成。曾獲第一屆全國十大傑出農民首選、臺南市榮譽市民暨「造福桑梓」匾額等殊榮，爰有「臺灣芒果之父」美名，聲華雋譽，遐邇著聞。綜其生平，丕奠農經發展之利基，遂成民生惠益之志業，遺緒碩行，楷模馨垂。遽聞溘然長辭，軫悼彌深，應予明令褒揚，用示政府篤念耆賢之至意。

總　　　統　蔡英文　　　　

行政院院長　賴清德　　　　

## 身後
市府文化局將鄭罕池列入技術類歷史名人，2019年5月22日在故居掛置紀念牌，市長黃偉哲主持儀式。